# Roderick Gielisse
Roderick Gielisse (Voorburg, 4 januari 1990) is een Nederlandse voetballer die speelt voor voetbalclub Rijnsburgse Boys, waar hij als verdediger speelt, voorheen kwam hij uit voor Sparta Rotterdam. Gielisse begon met voetballen bij VV Moerkapelle en werd daar gescout door ADO Den Haag. In het seizoen 2010-2011 maakte hij zijn debuut in het betaalde voetbal in de thuiswedstrijd van ADO Den Haag tegen Roda JC. In totaal speelde hij dat seizoen vier wedstrijden voor ADO. De twee seizoenen daarna werd Roderick Gielisse verhuurd aan FC Dordrecht, waar hij zich ontpopte tot basisspeler. In de zomer van 2013 liep zijn contract af en vertrok hij bij ADO Den Haag en tekende hij een contract voor twee jaar bij Sparta Rotterdam.

## Statistieken
| Seizoen | Club             | Land      | Competitie     | Wedstrijden | Doelpunten |
| ------- | ---------------- | --------- | -------------- | ----------- | ---------- |
| 2009/10 | ADO Den Haag     | Nederland | Eredivisie     | 0           | 0          |
| 2010/11 | ADO Den Haag     | Nederland | Eredivisie     | 4           | 0          |
| 2011/12 | FC Dordrecht     | Nederland | Eerste divisie | 32          | 1          |
| 2012/13 | FC Dordrecht     | Nederland | Eerste divisie | 25          | 0          |
| 2013/14 | Sparta Rotterdam | Nederland | Eerste divisie | 13          | 0          |
| 2015/16 | Rijnsburgse Boys | Nederland | Derde divisie  | 18          | 0          |
| 2016/17 | Rijnsburgse Boys | Nederland | Derde divisie  | 28          | 2          |
| 2017/18 | Rijnsburgse Boys | Nederland | Derde divisie  | 30          | 0          |
| 2018/19 | Rijnsburgse Boys | Nederland | Derde divisie  | 31          | 4          |
| 2019/20 | Rijnsburgse Boys | Nederland | Derde divisie  | 18          | 0          |
| 2020/21 | Rijnsburgse Boys | Nederland | Derde divisie  | 5           | 0          |
| Totaal  | Totaal           | Totaal    | Totaal         | 204         | 7          |